# Hesdin-l'Abbé
Hesdin-l'Abbé är en kommun i departementet Pas-de-Calais i regionen Hauts-de-France i norra Frankrike. Kommunen ligger i kantonen Samer som tillhör arrondissementet Boulogne-sur-Mer. År 2022 hade Hesdin-l'Abbé 1 870 invånare.

## Befolkningsutveckling
Antalet invånare i kommunen Hesdin-l'Abbé
| Referens: INSEE |